# Myceens

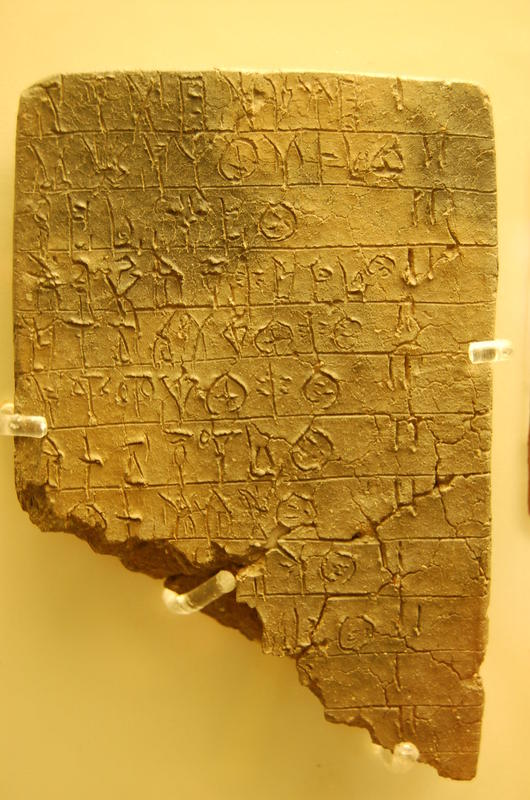
Myceens

Myceens is een Oudgrieks dialect dat werd gebruikt door de Myceense beschaving, die in de Late Bronstijd (ca. 1600 tot 1100 v.C.) de Egeïs kwam te domineren. Op het Griekse vasteland vormden zich in die periode kleine autonome koninkrijken, waaronder Mycene dat zijn naam aan de volledige cultuur heeft gegeven. Omstreeks 1450 v.C. namen de bewoners van het vasteland de controle in handen over Kreta en de Cycladeneilanden, die tot die tijd elk hun eigen cultuur hadden gekend. De Myceense paleisburchten werden rond 1200 v.C. geteisterd door een eerste golf van verwoestingen, die het einde inluidde van de beschaving. Een tweede golf rond 1150 v.C. bracht de genadesteek toe. Tijdens de branden die hiermee gepaard gingen, zijn de in de paleizen opgeslagen kleitabletten gebakken en aldus voor ons bewaard gebleven. Ze zijn beschreven met het Lineair B-schrift, dat in 1952 werd ontcijferd door Michael Ventris en John Chadwick. De ontsluiting van deze teksten maakte van het Myceens het oudst geattesteerde stadium van de Griekse taal (ca. 13e-12e eeuw v.C.), waar voorheen de Homerische epen de oudst bekende Griekse taaluitingen waren (ca. 8e eeuw v.C.).

## Plaats van het Myceens binnen de Griekse dialecten
De Griekse dialecten van het eerste millennium v.C. vallen uiteen in twee grote groepen: Oost-Griekse dialecten, waaronder Attisch en Ionisch, en West-Griekse dialecten, waaronder Dorisch. Het Myceens moet echter veel vroeger, in het tweede millennium v.C., worden gesitueerd. Niettemin vertoont het Myceens al een aantal karakteristieken van de latere oostelijke dialecten waarmee ze zich onderscheiden van de westelijke, bijvoorbeeld:
- de evolutie van de Proto-Indo-Europese werkwoord-uitgang -ti tot -si (3e persoon enkelvoud);
- het typerende voegwoord hote (wanneer).

Hieruit kan men besluiten dat de opsplitsing in Oost- en West-Grieks zich al had voltrokken in de Myceense tijd. Het betekent bovendien dat het Myceens geenszins mag worden beschouwd als een vorm van Proto-Grieks waar alle andere dialecten op zouden teruggaan.

## Schrift en fonologie
Het syllabaire Lineair B-schrift, dat in gewijzigde vorm op Cyprus in gebruik is gebleven zelfs nadat het Griekse alfabet in zwang raakte, leent zich slecht om Grieks te noteren. Een overzicht van de voornaamste syllabogrammen met hun conventionele transcripties:
- Tekens om klinkers weer te geven: a e i o u

Het Myceens kent vijf klinkers (a, e, i, o, u), zowel kort als lang (een onderscheid dat niet wordt weergegeven in het schrift). De diftongen (tweeklanken) op -i (ai, ei, oi) worden in het schrift minder goed weergegeven dan de diftongen op -u (au, eu, ou). Er is geen manier om een beklemtoonde klinker weer te geven in het schriftbeeld.
---
De occlusieven (plofklanken) worden per categorie verdeeld in verschillende series:
- B-, P- en PH-reeks: pa, pe, pi, po, pu
- G-, K- en KH-reeks: ka, ke, ki, ko, ku
- D-reeks: da, de, di, do, du
- T- en TH-reeks: ta, te, ti, to, tu
- Q-reeks: qa, qe, qi, qo (qu komt niet voor)

De Myceense occlussieven bevatten niet alleen de Proto-Indo-Europese labialen (lipklanken) (/p/, /ph/, /ph/), de dentalen (tongklanken)(/t/, /d/, /th/) en de velaren (klanken van het zachte verhemelte) (/k/, /g/, /kh/), maar daarnaast zijn ook de labiovelaren (klanken van tegelijkertijd geronde lippen en het zachte verhemelte) (/gw/, /kw/, /kwh/), waarvan de uitspraak niet met zekerheid bepaald kan worden, nog bewaard in het Grieks van het tweede millennium voor Christus. Het schrift maakt geen onderscheid in stemhebbend of geaspireerd karakter: /pa/, /ba/ en /pha/ worden met hetzelfde teken weergegeven. Opmerkelijk is dat het schrift wel een aparte reeks heeft voor de stemhebbende /d/ (da, de, di, do, du) en een andere reeks voor de stemloze en stemloos geaspireerde /t/ en /th/ (ta, te, ti, to, tu) . Dat onderscheid toont aan dat de Indo-Europese stemhebbende geaspireerde klank *dh wellicht reeds stemloos was geworden. Bewijs daarvan zien we terug in te-ke dat het Griekse θηκε noteert. Indien die evolutie nog niet in het Myceens had plaatsgevonden, zou θηκε als de-ke genoteerd zijn geweest.
---
- L- en R-reeks: ra, re, ri, ro, ru

Het Myceens heeft de liquidae /l/ en /r/, die echter beide met slechts één grafeem worden genoteerd.
---
- M-reeks: ma, me, mi, mo, mu
- N-reeks: na, ne, ni, no, nu

Deze beide reeksen worden gebruikt om de nasalen (neusklanken) te noteren.
---
- S-reeks: sa, se, si, so, su

De sibilant /s/ valt aan het woordbegin weg en tussen vocalen in het oud-Grieks verandert in een aspiratie.
---
- J-reeks: ja, je, jo, ju (ji komt niet voor)
- W-reeks: wa, we, wi, wo (wu komt niet voor)

Deze reeksen noteren de halfklinkers /w/ en /j/. In tegenstelling tot het klassieke Grieks blijft de /w/ in het Myceens nog overal behouden.
---
- Z-reeks: za, ze, zi, zo, zu

Deze reeks noteert zogenaamde affricaten.
---
De Proto-Indo-Europese laryngalen waren reeds verdwenen in de Myceense taal en werden dus niet genoteerd. Daarnaast bevat het schrift nog enkele samengestelde of (nog) niet geïdentificeerde klinkers en medeklinkers. In het Myceens doet zich ook assimilatie voor. Hierbij veranderen medeklinkers van klank door naburige klanken. Contractie lijkt dan weer onbestaande in het Myceens Grieks.
---
Het schriftsysteem waarop Lineair B is gebaseerd (Lineair A), was duidelijk bedoeld voor een taal met een volledig ander klanksysteem dan het Grieks. Lineair B kent immers enkel open lettergrepen en quasi geen consonantenclusters, wat belangrijke consequenties heeft voor de spelling van Griekse woorden. De meest opvallende spellingsregels zijn:
- het enkel schrijven van dubbelconsonanten: ko-no-so (= Knôssos);
- het niet noteren van r/l/m/n/s voor een volgende consonant: pe-ma (= sperma);
- de ontdubbeling van andere consonantenclusters met gebruik van “dode klinkers” die hun kwaliteit ontlenen aan de klinker uit de volgende syllabe: te-ko-to-ne (= tektones), waarbij de ‘o’ in ‘ko’ een dode klinker is;
- het niet noteren van consonanten aan het woordeinde, behalve bij clusters: pa-te (= patêr) vs. wa-na-ka (= wanax = wanaks).

Tot slot enkele voorbeelden: Het Griekse woord basileus (koning) komt op Myceense kleitabletten voor als qa-si-re-u en zal ongeveer als gwasileus geklonken hebben. Het woordje -te (en) wordt in het Myceens gespeld -qe (uitgesproken kwe); men herkent hierin het Latijnse -que. De letter digamma, die de w-klank noteerde, was in het klassieke Attische Grieks niet meer in gebruik. Het woord oinos (wijn) wordt in het Myceens gespeld als wo-no en klonk als woinos. Een bekende term uit Homerus, anax (vorst, leider), komt op de tabletten voor als wa-na-ka, uitgesproken wanax (Myceense koning).

## Morfologie

### Woordsoorten
In het Myceens zijn de volgende woordsoorten betuigd: substantief, adjectief, voornaamwoord, telwoord, werkwoord, bijwoord, voorzetsel, en partikel. Daarnaast is het voegwoord -qe betuigd, dat in het Grieks van het eerste millennium voor Christus τε geworden is. De telwoorden zijn meestal niet uitgeschreven, maar worden weergegeven met logogrammen. Om die redenen is er weinig bekend over de uitspraak. Het lidwoord en het tussenwerpsel zijn in het Myceens niet betuigd. Het naamwoordelijke systeem is in het Myceens veel uitvoeriger betuigd dan het werkwoordelijke systeem. Van substantieven en adjectieven alleen zijn er respectievelijk 770 en 270 vormen betuigd; van werkwoorden 138. Die ongelijke verdeling is te wijten aan de administratieve aard van het overgeleverde materiaal.

### Verbuiging van de nomina
Bij de nomina onderscheidt men naamval, getal en geslacht. Het Myceens kent, net als het Klassiek Grieks, drie geslachten: mannelijk, vrouwelijk en onzijdig. Eveneens zoals het Klassiek Grieks, onderscheidt het drie getallen: enkelvoud, dualis en meervoud. Men neemt acht Indo-Europese naamvallen aan: de nominatief, accusatief, datief, genitief, ablatief, locatief, instrumentalis en vocatief. Het Klassiek Grieks kent er daarvan nog vijf: de nominatief, accusatief, datief, genitief en vocatief. Hoewel de naamvallen in het Myceens ten gevolge van het schrift niet goed te onderscheiden zijn, wordt aangenomen dat het een rijker naamvalssysteem dan het Grieks kent. Naast de Klassiek Griekse naamvallen, kan men ook het bestaan van de instrumentalis aannemen. De locatief is daarbij samengevallen met de datief en de ablatief met de instrumentalis.
De nomina worden volgens drie declinaties verbogen. De adjectieven van de eerste en de tweede declinatie vallen samen.

#### Substantieven van de eerste declinatie
De Myceense eerste declinatie bevat substantieven van de ā-stam en de ja-stam. De lange ā is in de meeste Griekse dialecten bewaard gebleven, maar in het Ionisch-Attisch in een η veranderd in het eerste millennium voor Christus. De eerste declinatie bevat vooral vrouwelijke nomina op -ā, maar ook mannelijke op -ās.
In onderstaande tabel staan zowel de schriftelijke weergaven (links) als de uitgangen (rechts) van de eerste declinatie weergegeven.
| Naamval         | Weergave vrl. | Uitgang vrl.               | Weergave mnl. | Uitgang mnl.           |
| --------------- | ------------- | -------------------------- | ------------- | ---------------------- |
| Nom. ev.        | -A            | -ā/-a                      | -A            | -ās                    |
| Gen. ev.        | -A            | -ās                        | -A-O          | -ā(h)o                 |
| Dat. ev.        | -A            | -āi/ai                     | -A            | -āi/ai                 |
| Acc. ev.        | -A            | -ān/an(-de)                | -A            | -ān                    |
| Voc. ev.        | ?             | ?                          | ?             | ?                      |
| Instr. ev.      | ?             | ?                          | ?             | ?                      |
| Nom./acc. dual. | -O/-A-E/-A    | -ō/-ā(h?)e/a(h?)e/-ā?, ai? | A-E           | -ā(h?)e/a(h?)e         |
| Gen./dat. dual. | -O-I          | -ojin?                     | ?             | ?                      |
| Nom. mv.        | -A/.-A3       | -ai                        | -A            | -ai                    |
| Gen. mv.        | A-O           | -ā(h)ōn                    | -A-O          | -ā(h)ōn                |
| Dat. mv.        | A-I           | -ā(hi),-ai(h)i, -ais?      | -A-I          | -ā(hi), -ai(h)i, -ais? |
| Acc. mv.        | -A(-DE)       | -ans(-de)                  | -A            | -ans                   |
| Instr. mv.      | -A-PI         | -āphi                      | ?             | ?                      |

Bij bovenstaande tabel moet het volgende worden opgemerkt:
- De naamvallen die worden weergegeven met een -A zijn niet van elkaar te onderscheiden, tenzij met behulp van de context;
- De enkelvoudsuitgangen zijn identiek voor vrouwelijke en mannelijke woorden, afgezien van de genitief, die bij mannelijke woorden wordt weergegeven door A-O;
- De datief is in het Myceens nauwelijks betuigd;
- De meervoudsuitgangen zijn vrij goed van elkaar de onderscheiden, behalve die van de nominatief en accusatief;
- In het Myceens is in de genitief meervoud de intervocalische s uit de uitgang -āsōm vervangen door een aspiratie, die overigens niet genoteerd wordt. In het latere Grieks verdwijnt hij helemaal;
- De instrumentalis meervoud op -āphi is alleen voor de vrouwelijke woorden van de eerste declinatie betuigd. Deze uitgang komt nog voor bij Homerus, maar is zijn oorspronkelijke waarde dan kwijtgeraakt.

De substantieven in de eerste declinatie omvatten 140 soortnamen en 200 eigennamen.

#### Substantieven van de tweede declinatie
De tweede declinatie bevat mannelijke en vrouwelijke substantieven op -os en onzijdige substantieven op -on. De uitgangen zijn te vinden in onderstaande tabel.
| Naamval         | Weergave mnl./vrl. | Uitgang mnl./vrl. | Weergave onz. | Uitgang onz. |
| --------------- | ------------------ | ----------------- | ------------- | ------------ |
| Nom. ev.        | -O                 | -os               | -O            | -on          |
| Gen. ev.        | -O-JO, -O          | -ojjo, -ō?        | -O-JO         | -ojjo        |
| Dat. ev.        | -O                 | -ō?i/o?i          | -O            | -ō?i/o?i     |
| Acc. ev.        | -O(-DE)            | -on(de)           | -O(-DE)       | -on(de)      |
| Voc. ev.        | ?                  | -e?               |               |              |
| Nom./acc. dual. | -O                 | -ō                | -O            | -ō           |
| Gen./dat. dual. | -O-I               | -o(j(j))in?       | ?             | ?            |
| Nom. mv.        | -O                 | -oi               | -A            | -a           |
| Gen. mv.        | -O                 | -ōn               | -O            | -ōn          |
| Dat. mv.        | -O-I               | -oi(h)i (-ois?)   | ?             | ?            |
| Acc. mv.        | -O(-DE)            | -ons(de)          | -A            | -a           |
| Instr. mv.      | -O, -O-PI          | -ōis/ois,-o(i)phi | ?             | ?            |

Bij bovenstaande tabel moeten de volgende dingen opgemerkt worden:
- Net als bij de -A in de eerste declinatie, kunnen naamvallen die worden weergegeven met een -O niet op basis van het schrift onderscheiden worden;
- De genitief enkelvouduitgang op -O-JO wordt teruggevonden in Homerus. Het alternatief op -O komt veel minder voor[7];
- De instrumentalis meervoud op -PI is zeldzaam.

De substantieven van de tweede declinatie bevatten 215 soortnamen en ongeveer 1000 eigennamen.

#### Adjectieven van de eerste en tweede declinatie
Tot de eerste en de tweede declinatie behoren adjectieven van drie uitgangen, namelijk op -os, -ā, -on, en adjectieven van twee uitgangen, namelijk op -os, -on. Hun verbuiging is dezelfde als die van de substantieven van de eerste en tweede declinatie. Van dat type zijn ongeveer 110 adjectieven bekend. Het merendeel daarvan is secundair verkregen door de toevoeging van suffixen of door compositie.

#### De derde declinatie
De Myceense derde declinatie bevat verschillende vocaal- en consonantstammen. Die stammen krijgen dezelfde uitgang, maar de paradigmata verschillen in mindere of meerdere mate ten gevolge van contractie, assimilatie en metathesis. Onderstaande tabel bevat de uitgangen voor de consonantstammen.
| Naamval         | Weergave mnl./vrl. | Uitgang mnl./vrl. | Weergave onz. | Uitgang onz. |
| --------------- | ------------------ | ----------------- | ------------- | ------------ |
| Nom. ev.        | Ø                  | -s, -n, -r        | Ø             | -s, Ø        |
| Gen. ev.        | -.O                | -os               | -.O           | -os          |
| Dat. ev.        | -.E/-.I            | -ei/-i            | -.E/-.I       | -ei/-i       |
| Acc. ev.        | -.A                | -a < *-m̥          | Ø             | -s, Ø        |
| Instr. ev.      | (= dat.?)          |                   | ?             | ?            |
| Voc. ev.        | ?                  | ?                 |               |              |
| Nom./acc. dual. | -.E                | -e                | -.E           | -e           |
| Gen./dat. dual. | ?                  | ?                 | ?             | ?            |
| Nom. mv.        | -.E                | -es               | -.A           | -a           |
| Gen. mv.        | -.O                | -ōn               | -.O           | -ōn          |
| Dat. mv.        | -SI                | -si               | -SI           | -si          |
| Acc. mv.        | -.A/-.E            | -as < *-m̥s?/-es?  | -.A           | -a           |
| Instr. mv.      | -PI                | -phi              | -PI           | -phi         |

Bij bovenstaande tabel moeten de volgende dingen opgemerkt worden:
- De verschillende naamvallen zijn in de derde declinatie beter te onderscheiden dan in de eerste en de tweede declinatie, afgezien van de datief enkelvoud en nominatief meervoud op -.E, en de genitief enkelvoud en meervoud op -.O;
- In het Myceens is naast de uitgang op -i ook het datiefsuffix -ei nog betuigd. In het Grieks van het eerste millennium voor Christus is vooral de oorspronkelijke locatiefuitgang op -i voor de datief overgebleven. Het datiefsuffix -ei vindt men bijvoorbeeld nog in datieven van het type δούλῳ;
- De accusatief enkelvoud en meervoud op -a en -as zijn weinig betuigd.

Onderstaande tabel bevat de uitgangen voor de vocaalstammen.
| Naamval         | Weergave mnl./vrl. | Uitgang mnl./vrl. | Weergave onz. | Uitgang onz. |
| --------------- | ------------------ | ----------------- | ------------- | ------------ |
| Nom. ev.        | Ø                  | -s                | Ø             | Ø            |
| Gen. ev.        | -.O                | -os               | -.O           | -os          |
| Dat. ev.        | -.E/-.I            | -ei/-i            | -.E/-.I       | -ei/-i       |
| Acc. ev.        | Ø                  | -n                | Ø             | Ø            |
| Instr. ev.      | ?                  | ?                 |               |              |
| Voc. ev.        | ?                  | ?                 |               |              |
| Nom./acc. dual. | -.E                | -e                | ?             | ?            |
| Gen./dat. dual. | ?                  | ?                 | ?             | ?            |
| Nom. mv.        | -.E                | -es               | -.A           | -a           |
| Gen. mv.        | -.O                | -ōn               | -.O           | -ōn          |
| Dat. mv.        | -SI                | -si               | -SI           | -si          |
| Acc. mv.        | Ø?                 | -(n)s             | -.A           | -a           |
| Instr. mv.      | -PI                | -phi              | -PI           | -phi         |

Opvallend is het kleine aantal betuigde naamvalsuitgangen vergeleken met de consonantstammen.

### Verbuiging van de verba
Het minder goed betuigde werkwoordsysteem bevat ongeveer 138 vormen. De vormen van *es-, *werg- en *do- zijn het best betuigd. Infiniete vormen (participia en infinitieven) zijn beter betuigd dan finiete vormen (waarvan enkel de infitief goed betuigd is). Het Myceens onderscheidt voor de werkwoorden vier tijden: het praesens, de aoristus, het futurum en het perfectum. Daarnaast zou men op basis van de vorm e-e-to de imperatief e(h)entō(n) van het Klassiek Griekse εἰμί kunnen aannemen. Wat betreft de genera zijn het actief, medium en passief gekend. Van de persoonsuitgangen is alleen de derde persoon betuigd. Opvallend is de athematische actieve uitgang -si, die in het Dorisch nog -ti is. Bovendien kent het Myceens ook de mediumuitgang -toi, zoals in het Arkadisch-Cyprisch. Men zou op basis van e-to ook de dualis eston van εἰμί kunnen aannemen.
Het augment is in het Myceens slechts eenmaal duidelijk betuigd, namelijk in de vorm a-pe-do-ke (vergelijk a-pu-do-ke zonder augment). Reduplicatie geschiedt met -i- in het praesens en met -e- in het perfectum. Tmesis komt niet voor.

## Syntaxis

### Moeilijkheden
Het Myceens biedt ons niet veel inzicht in de syntaxis. Michael Ventris en John Chadwick waren zich hiervan reeds bewust. De kleitabletten met opschriften in het Lineair B bevatten in totaal zo’n 700 à 800 verscheidene naamwoorden, terwijl er nog geen 100 verschillende werkwoordsvormen geattesteerd zijn. De bewaarde kleitabletten fungeerden als een soort boekhouding. Het zijn eenvoudige administratieve documenten voor intern gebruik, die zelfs maar als een voorlopige kladversie gebruikt werden. Het zijn dus geenszins literaire of historische teksten. Bijgevolg gaat het vaak om loutere opsommingen in de nominatief en de zinnen (als er al echt zinnen gevormd worden) zijn vaak paratactisch en asyndetisch, vergelijkbaar met onze huidige boodschappenlijstjes: een naamwoord en een hoeveelheid. Dit specifieke karakter van de ons beschikbare bronnen verhindert een uitgebreide kennis van de Myceense syntaxis. Zelfs de hoeveelheden werden niet altijd door telwoorden in het syllabische schrift aangegeven, maar grotendeels in de vorm van logogrammen.
De administratieve taal maakte nagenoeg enkel gebruik van ongeaccentueerde pro- en enclitica, te vergelijken met het Klassiek Griekse τε. In het Myceens is dat het grafeem voor qe, zoals in e-ke-qe (te vertalen als: “hij/zij heeft en ...”) waarbij het enclitische -qe zich hecht aan ekwe (equivalent van ἔχει). De beknopte administratieve stijl van de Myceense tekstfragmenten stond dan ook amper overbodige uitdrukkingen toe, wat hier zeker mee in verband kan gebracht worden. Er zijn slechts enkele voorbeelden van voorzetsels tot bij ons gekomen, zoals e-ne-ka, het equivalent van het Klassiek Griekse ἕνεκα, in het Myceens eveneens gevolgd door een genitief. De syntactische constructie “voorzetsel + vaste naamval” bestond met andere woorden wel in het Myceens, maar in de bewaarde tekstfragmenten blijft ook hun aantal dus beperkt. Qua werkwoordsvormen zijn er enkel indicatief-, infinitief- en participiumvormen bewaard, maar in de meeste gevallen is er gewoonweg een ellips van het werkwoord.
Daarnaast bemoeilijken ook de verbuigingen van de naamwoorden het vaststellen van de syntaxis van het Myceens. Het schriftbeeld van het Lineair B geeft bijvoorbeeld geen eindmedeklinkers weer en vertelt ons evenmin iets over de lengte van de klinkers. Vandaar dat de uitgangen van de naamvallen in het schriftbeeld in vele gevallen hetzelfde zijn, ook al hanteerden de Myceners wel degelijk een naamvallensysteem. De verschillende uitgangen werden wel contrastief uitgesproken. Aangezien de naamwoorden echter de grote meerderheid van de ons bewaarde woordenschat omvatten, ligt de syntaxis van de teksten vaak in onze handen en moeten we de syntactische functies soms zelf uit de context proberen af te leiden. Nochtans kan de context ons ook niet altijd een correcte oplossing bieden, aangezien de teksten waarover we beschikken meestal zeer kort zijn (gemiddeld 5 à 7 woorden per kleitablet).

### Voorbeeld
Toch beschikken we over een aantal mooi bewaarde voorbeelden van bepaalde syntactische constructies. Hieronder volgt de bespreking van een kleitablet uit Pylos (Py Fr 1184) ter illustratie:
ko-ka-ro a-pe-do-ke e-u-me-de-i to-so e-ra3-wo… ; wat te vertalen is als: “Kokalos heeft zoveel olie aan Eumenides overhandigd...”
We herkennen hierin een nominatiefvorm die als onderwerp fungeert (namelijk Kokalos) en bij een werkwoord hoort (namelijk bij apedoke, waarin we de indicatief aorist van de 3e persoon enkelvoud ἀπέδωκε uit het Klassieke Grieks kunnen herkennen). Bij dit werkwoord hoort ook nog een indirect object (meewerkend voorwerp) in de datief (namelijk Eumenidei) en een direct object (lijdend voorwerp) in de accusatief (namelijk toson elaion, te vergelijken met het Klassiek Griekse τόσον ἔλαιον).

### Grootste verschillen met het Klassieke Grieks
Uit de weinige bronnen waarover we beschikken, kunnen we toch ook enkele significante evoluties opmerken die nog niet in het Myceense Grieks, maar pas in het Klassieke Grieks zijn doorgevoerd. Een van die evoluties betreft het voegwoord καί, zoals hierboven reeds besproken werd. Daarnaast is het opvallend dat het Myceens geen lidwoord ontwikkeld heeft en dat de taal nog een zesde naamval kende. De instrumentalis-ablatief is dus pas in het latere Klassieke Grieks samengevallen met de datief (ook wel syncretisme genoemd).

## Lexicon
Zoals in het latere Grieks, bevat het Myceense lexicon een mengeling van woorden met een diverse oorsprong. Hieronder volgt een lijst van voorbeelden in getranscribeerd Lineair B, met tussen haakjes het klassiek Griekse equivalent in transcriptie en een Nederlandse vertaling:

### Woorden vanIndo-Europeseoorsprong
- a-ko-ra (agora: marktplaats)
- e-ke (echei: hij/zij heeft)
- e-re-u-te-ro (eleutheros: vrij)
- i-je-re-u (hiereus: priester)
- me-ri (meli: honing)
- ne-wo (neos: nieuw)
- pa-te (patêr: vader)
- pe-ma (sperma: zaad)
- qe (te: en)
- qo-u-ko-ro (boukolos: koeherder)
- te-ke (ethêke: hij/zij plaatste)
- we-ka-ta (ergatês: werker)
- wi-de (eide: hij/zij zag)

### Woorden ontleend aan deAnatolische talen
- e-re-pa (elephas: ivoor)
- mo-ri-wo-do (molidos: lood)

### Woorden ontleend aan deSemitische talen
- ki-to (chitôn: tuniek)
- ku-mi-no (kuminon: komijn)
- ku-ru-so (chrusos: goud)
- sa-sa-ma (sasama: sesam)

### Woorden van onzekere oorsprong
- a-to-ro-qo (anthrôpos: mens)
- do-e-ro (doulos: slaaf)
- ka-ko (chalkos: brons)
- ke-ra-me-u (kerameus: pottenbakker)
- o-no (onos: ezel)
- ra-wo (laos: volk)
- wa-na-ka (anax: heerser)

## Eigennamen

### Namen van goden en mensen
- a-re (Ares)
- da-ma-te (Dâ mâtêr, Dâ = Gâ, Gê of Gaia: Demeter, Moeder Aarde)
- di-we (datief Diwei, Diï < *Dyeus: Zeus)
- di-wo-nu-so-jo (genitief Diwonysoio: Dionysoio, -ou, Dionysus)
- po-se-da-o (Poseidaôn: Poseidon)
- po-ti-ni-ja (potnia: vergelijk het homerische potnia Hêrê, heerseres Hera)
- o-re-ta (Orestâs, Orestes)
- ta-ta-ro (Tantalos)
- tu-we-ta (Thyestâs, Thyestes)

### Plaatsnamen
- pu-ro (Pylos)
- ko-no-so (Knôsos, Knossos)
- to-ro-ja (Troia: Troje?)